# Skye Stracke
Skye Stracke (Perth, 4 de diciembre de 1990) es una modelo australiana. 

## Carrera
Nacida en Perth (en Australia) Skye Stracke es descubierta después de ganar una competencia de modelos con la agencia Australiana Vivien's en 2005. En Rosemount desfila ene la Semana de la moda Australiana donde es notada por la DNA Model Management con la que firma un contrato. En enero de 2008 se muda a Nueva York donde vive todavía. Trabajó para Chanel, Christian Lacroix, Nina Ricci, Missoni, Giorgio Armani, Moschino, y Versace. Fue la protagonista de la campaña publicitaria de Jill Stuart y la fragrancia Scarlett by Cacharel.

## Agencias
- Women Direct - Nueva York
- Why Not Model Agency - Milán